# Conakry Express
Le Conakry Express est le train urbain de Conakry, la capitale de la Guinée.
Il relie Kagbélen à Kaloum. Il dessert notamment le marché de Madina.

Il est le fruit de la coopération entre la Guinée et la Chine. Il circule depuis 2010 mais il a subi quelques arrêts dû à l'épidémie d'Ebola, le déraillement d'un train de bauxite empruntant sa voie (l'arrêt est dû aux travaux de réhabilitation) ainsi que lors des manifestations.
Circulant les jours ouvrables avec seulement deux passages par jour (un le matin en direction de Kaloum et un le soir en direction de Kagbélen), il transporte chaque jour environ quatre mille cinq cents passagers,,,,. Chaque wagon a une capacité de 112 passagers mais ils contiennent parfois plus de 800 passagers. C'est pour désengorger ce train qu'un second train urbain, qui empruntera la même ligne que le Conakry Express, nommé Bluetrain circulera très prochainement. S'il est tant fréquenté c'est que c'est le seul train urbain de Conakry qui permette d'éviter les embouteillages, ainsi que le moyen de transport en commun le moins cher de Conakry. En effet, entre chaque gare le tarif n'est que de 500 Francs guinéens.
Depuis début octobre 2016, le train est de nouveau à l'arrêt. Il s'agit d'un contentieux entre CIF (China Investisment Fund) et le gouvernement guinéen. CIF s'est plaint d'avoir payé tous les frais du train (achat, transport, frais de fonctionnement, salaire, déblayage de la voie) et réclame donc au gouvernement 45 millions d'euros remboursables en 12 ans. Après ce payement le train appartiendra à l'État guinéen. Le ministre des Transports a indiqué lors de son passage à l'assemblée qu'à partir du 1er janvier[Lequel ?] le train appartiendra à l'État guinéen. Il souhaite une subvention pour le train, en dehors de son budget.
Il circule entre 6h du matin et 19h50 du soir.